# Rita Hiller
Rita Hiller ist eine deutsche Filmeditorin der DEFA.

## Leben und Werk
Rita Hiller arbeitete ab 1965 im Bereich Filmschnitt beim DDR-Filmunternehmen DEFA mit namhaften deutschen Regisseuren unterschiedlichster Couleur wie Kurt Barthel, Frank Beyer, Egon Günther und Gerhard Respondek zusammen. Sie hat mehr als dreißig Kinospielfilme, Dokumentarfilme und Fernsehfilme montiert.
Zu ihren bekanntesten Werken gehört Jakob der Lügner (1974), die einzige DDR-Produktion, die für den Oscar in der Kategorie Bester fremdsprachiger Film nominiert war. Der Film wurde außerdem bei der Berlinale 1975 mit dem Silbernen Bären ausgezeichnet.

## Filmografie (Auswahl)
- 1965: Die Heinitzer
- 1966: Fräulein Schmetterling
- 1966: Geheimkommando Bumerang
- 1968: Abschied
- 1968: Leben zu zweit
- 1969: Weite Straßen – stille Liebe
- 1970: Der rote Reiter
- 1971: Dornröschen
- 1972: Der Dritte
- 1972: Der Regimentskommandeur
- 1973: Der Wüstenkönig von Brandenburg
- 1974: Die Schlüssel
- 1974: Jakob der Lügner
- 1975: Lotte in Weimar
- 1976: Philipp, der Kleine
- 1976: Die Leiden des jungen Werthers
- 1978: Ursula
- 1978: Sieben Sommersprossen
- 1978: Das Versteck
- 1980: Heute abend und morgen früh (Diplomfilm)
- 1980: Mein Vater Alfons
- 1983: Der Aufenthalt
- 1984: Bockshorn
- 1986: Weihnachtsgeschichten (TV)
- 1988: Froschkönig
- 1989: Der Bruch
- 1992: Banale Tage
- 1993: Das letzte U-Boot
- 1995: Nikolaikirche